# Tramonti di Sotto
Pour les articles homonymes, voir Tramonti (homonymie).
Tramonti di Sotto (Tramonç Disot en frioulan standard, Vildisot en frioulan occidental) est une commune d'environ 500 habitants de la province de Pordenone, dans la région autonome du Frioul-Vénétie Julienne, en Italie.
Elle est située dans la Valtramontina des Préalpes carniques et vit grâce à l'agriculture de montagne (élevage) et au tourisme.

## Administration
| Période                                  | Période  | Identité        | Étiquette       | Qualité |
| ---------------------------------------- | -------- | --------------- | --------------- | ------- |
| 15 juin 2004                             | En cours | Arturo Cappello | Centro-Sinistra |         |
| Les données manquantes sont à compléter. |          |                 |                 |         |

Depuis 2014, Bidoli Giampaolo, Liste Civique Tramonti Vive.

### Hameaux
Tramonti di Mezzo, Campone Centro, Barzanai, Beloz, Brandolin, Chiarandin, Chiarchià, Chiasars, Cleva di Sopra e di Sotto, Comèsta, Cotèl, Faidona, Ferrara, Gai, Grisa, Martin di Sopra e di Sotto, Matan, Miâr, Moschiasinis, Muintà, Ombrena, Pagnàc, Pala, Pàlcoda, Pecol di Selva, I Piani, Pra di Leva, Prapitol, Sàcchiaz, San Vicenzo, Sclàf, Selva, Sghittosa di Sopra e di Sotto, Sgualdin, Sialin, Sottoriva, Stalla del Cont, Tàmar, Tamaràt, Tridis e Clevatta, Valènt, Vuâr, Zanon, Zuliàn.

### Communes limitrophes
Castelnovo del Friuli, Clauzetto, Frisanco, Meduno, Preone, Socchieve, Tramonti di Sopra, Travesio, Verzegnis, Vito d'Asio.

## Personnalités liées à la commune
localité Tramonti di Mezzo
- Sante Ferroli, entrepreneur, fondateur et président de Ferroli Group,
- Piero Menegon, écrivain, poète,

localité Campone
- Benito Moruzzi, cofondateur et président de Ciemme Liquori à Gorizia,
- Giancarlo Corrado, artiste-peintre "Gian il Camponese", fondateur et président de l'International Club Amicizia,
- Enzo Beacco, chimiste, pharmacien, entrepreneur, écrivain et critique musical à Milan,
- Marc Beacco, coach vocal, professeur de chant français
- Jean-Claude Beacco, frère aîné de Marc, professeur en sciences du langage et didactique des langues, Université Sorbonne nouvelle, expert pour le Conseil de l'Europe
- Régis Cleva, chef-cuisinier à Meduno